# Princess of Princess Championship
El Princess of Princess Championship (Campeonato Princesa de Princesa, en español) es el campeonato femenino principal de Tokyo Joshi Pro Wrestling. El título fue creado a principios de 2016 cuando Miyu Yamashita logró derrotar a Shoko Nakajima para ganar el dicho título. La campeona actual es Mizuki, quien se encuentra en su segundo reinado.
Es el campeonato femenino dentro de la compañía y el único en actividad, presentándose como el de mayor prestigio. Los combates por el campeonato suelen ser el parte de los eventos pago por visión (PPV) de la empresa tanto en Tokyo Joshi como DDT Pro-Wrestling. Desde la creación del campeonato hasta septiembre de 2017, fue el único campeonato femenino de la compañía, hasta la creación del Tokyo Princess Tag Team Championship.

## Nombres
| Nombre                                  | Años                                     |
| --------------------------------------- | ---------------------------------------- |
| Tokyo Princess of Princess Championship | 4 de enero de 2016 — 16 de julio de 2019 |
| Princess of Princess Championship       | 16 de julio de 2019 — presente           |

## Campeonas

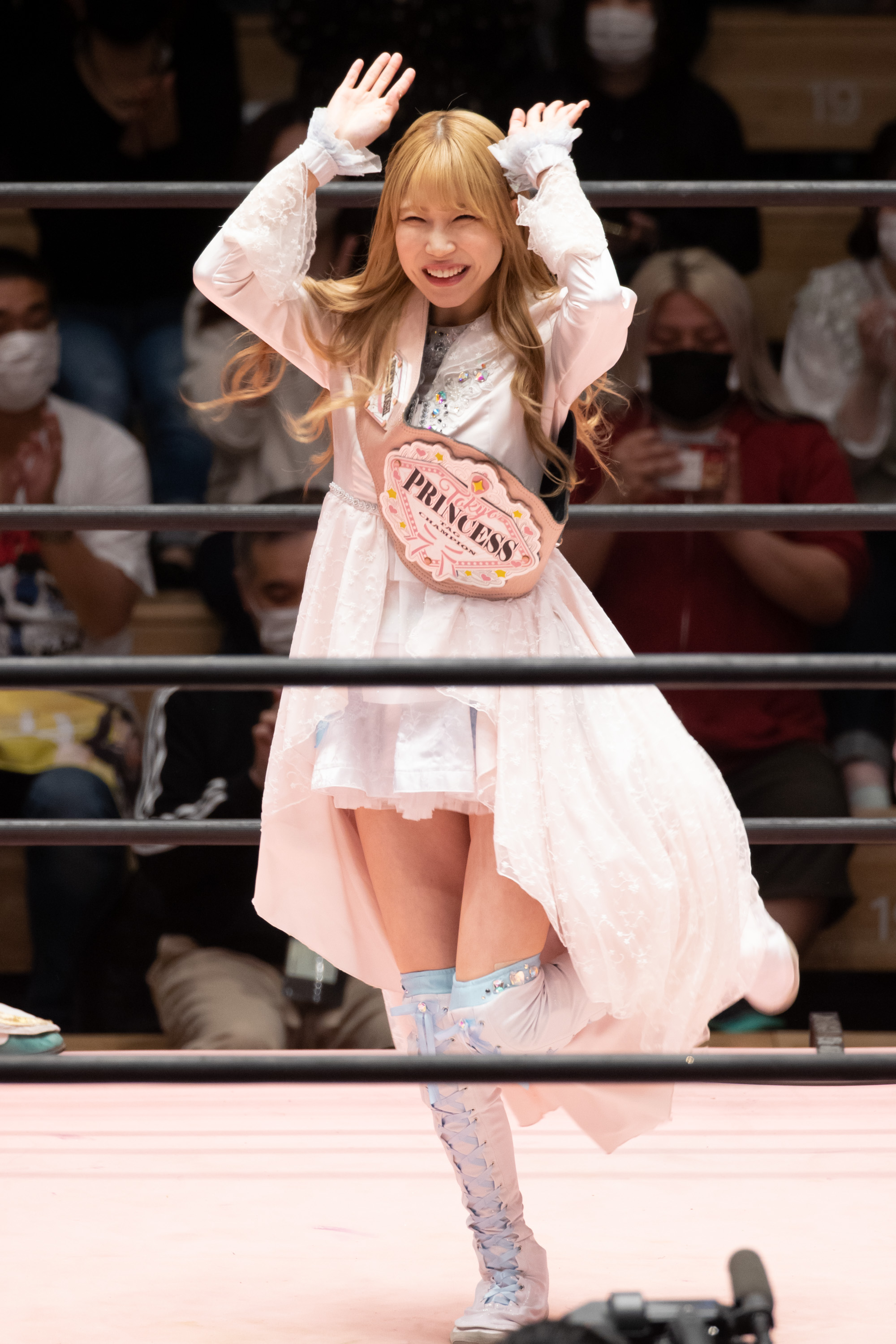
La campeona actual, Mizuki.

El Campeonato Princesa de Princesa es el campeonato máximo de la TJPW, y fue establecido el 4 de enero de 2016. La campeona inaugural fue Miyu Yamashita, quien ganó un torneo al derrotar en la final a Shoko Nakajima, el 4 de enero de 2016 en el evento Tokyo Joshi Puroresu '16, desde entonces ha habido 8 campeonas oficiales, repartidos en 15 reinados en total.
El reinado más largo en la historia del título le pertenece a Miyu Yamashita, quien mantuvo el campeonato por 484 días en el 2018 y 2019. Por otro lado, Yuka Sakazaki posee el reinado más corto en la historia del campeonato, con 83 días con el título en su haber.
Además, en cuanto a los días en total como campeona (un acumulado entre la suma de todos los días de los reinados individuales de cada luchadora), Miyu Yamashita posee el primer lugar, con 1239 días en sus cuatro reinados. Le siguen Yuka Sakazaki (671 días en sus dos reinados), Shoko Nakajima (388 días en sus dos reinados), Miu Watanabe (279 días en su único reinado), y Yuu (255 días en su único reinado).
Por último, Miyu Yamashita es la luchadora con más reinados, ya que posee 4, es seguido por Yuka Sakazaki (3) y Shoko Nakajima, Mizuki (2). 

### Campeona actual
La actual campeona es Miu Watanabe, quien se encuentra en su primer reinado como campeona. Watanabe ganó el campeonato tras derrotar a la excampeona Miyu Yamashita el 31 de marzo de 2024 en Grand Princess '24.
Watanabe registra hasta el 29 de junio de 2025 las defensas televisadas:

### Lista de campeonas
|    | Luchadora      | N.º | Fecha                    | Días | Show o evento                                                  | Notas y referencias                                                                   |
| -- | -------------- | --- | ------------------------ | ---- | -------------------------------------------------------------- | ------------------------------------------------------------------------------------- |
| 1  | Miyu Yamashita | 1   | 4 de enero de 2016       | 262  | Tokyo Joshi Puroresu '16                                       | Derrotó a Shoko Nakajima en la final de un torneo.                                    |
| 2  | Yuu            | 1   | 22 de septiembre de 2016 | 255  | Shinjuku LOVE Rin                                              | [ 2 ]                                                                                 |
| 3  | Yuka Sakazaki  | 1   | 4 de junio de 2017       | 83   | At this Time, Get Excited In Shinjuku!                         | [ 3 ]                                                                                 |
| 4  | Reika Saiki    | 1   | 26 de agosto de 2017     | 131  | Brand New Wrestling ~ The Beginning Of A New Era ~             | [ 4 ]                                                                                 |
| 5  | Miyu Yamashita | 2   | 4 de enero de 2018       | 484  | Tokyo Joshi Pro '18                                            | Este es el reinado más largo de la historia del campeonato.                           |
| 6  | Shoko Nakajima | 1   | 3 de mayo de 2019        | 184  | Yes! Wonderland 2019 ~ Opportunity Is There ~                  | El 16 de julio de 2019, el título se renombró como Princess of Princess Championship. |
| 7  | Yuka Sakazaki  | 2   | 3 de noviembre de 2019   | 428  | DDT Ultimate Party 2019                                        | [ 7 ]                                                                                 |
| 8  | Rika Tatsumi   | 1   | 4 de enero de 2021       | 120  | Tokyo Joshi Pro '21                                            | [ 8 ]                                                                                 |
| 9  | Miyu Yamashita | 3   | 4 de mayo de 2021        | 319  | Yes! Wonderland 2021: We Are Still In The Middle Of Our Dreams | [ 9 ]                                                                                 |
| 10 | Shoko Nakajima | 2   | 19 de marzo de 2022      | 204  | Grand Princess '22                                             | [ 10 ]                                                                                |
| 11 | Yuka Sakazaki  | 3   | 9 de octubre de 2022     | 160  | Wrestle Princess III                                           | [ 11 ]                                                                                |
| 12 | Mizuki         | 1   | 18 de marzo de 2023      | 205  | Grand Princess '23                                             | [ 12 ]                                                                                |
| 13 | Miyu Yamashita | 4   | 9 de octubre de 2023     | 174  | Wrestle Princess IV                                            | [ 13 ]                                                                                |
| 14 | Miu Watanabe   | 1   | 31 de marzo de 2024      | 279  | Grand Princess '24                                             | [ 14 ]                                                                                |
| 15 | Mizuki         | 2   | 4 de enero de 2025       | 176+ | Tokyo Joshi Pro '25                                            | [ 15 ]                                                                                |

### Total de días con el título
La siguiente lista muestra el total de días que una luchadora ha poseído el campeonato si se suman todos los reinados que posee. Actualizado a la fecha del 29 de junio de 2025.
| + | Indica a la campeona actual |

| N.º | Campeona       | Reinados | Total de días |
| --- | -------------- | -------- | ------------- |
| 1   | Miyu Yamashita | 4        | 1239          |
| 2   | Yuka Sakazaki  | 3        | 671           |
| 3   | Shoko Nakajima | 2        | 388           |
| 4   | Mizuki         | 2        | 381+          |
| 5   | Miu Watanabe   | 1        | 279           |
| 5   | Yuu            | 1        | 255           |
| 7   | Reika Saiki    | 1        | 131           |
| 8   | Rika Tatsumi   | 1        | 120           |

### Mayor cantidad de reinados
| Reinados | Luchadora (s)          |
| -------- | ---------------------- |
| 4 veces  | Miyu Yamashita         |
| 3 veces  | Yuka Sakazaki          |
| 2 veces  | Shoko Nakajima, Mizuki |